# 奥文
奥文是德国巴登-符腾堡州的一个市镇。总面积9.70平方公里，总人口3435人，其中男性1733人，女性1702人（2011年12月31日），人口密度354人/平方公里。